# 関本玲花
関本 玲花（せきもと れいか、2000年5月16日 - ）は、地方競馬の岩手県競馬組合・水沢競馬場関本浩司厩舎所属の騎手。岩手県奥州市出身。
地方競馬教養センター98期。所属厩舎の調教師である関本浩司は父。
岩手県競馬組合では史上8人目（平地競走のみ。繋駕速歩競走を含めれば9人目）の女性騎手。

## 来歴

### 騎手デビュー前
中学1年の頃に乗馬を始める。
2017年10月3日に地方競馬教養センターに入所。入所後の競馬場実習では、所属予定の岩手競馬における冬季休業期間と重なったため、その期間は笠松競馬場において研修を行った。
2019年9月25日、騎手課程を修了。

### 騎手デビュー以降
2019年10月5日に盛岡競馬場の第2競走で初騎乗。自厩舎のマシンガントークに騎乗し、6着。10月7日の盛岡競馬場の第2競走にてスカイルークに騎乗し、9戦目で初勝利を挙げる。
2020年1月からは、地方競馬で活躍する女性騎手を集めたレディスヴィクトリーラウンド2020に出場。
また、1月12日から2月21日の期間で、笠松競馬場にて期間限定騎乗を行うと発表。笠松では湯前良人厩舎に所属。名古屋競馬場にも参戦し、1月30日の第5競走にて騎乗のフミタツイロハで東海地区での初勝利を飾った。最終的に期間中で5勝をあげる。
2020年10月12日、マイルチャンピオンシップ南部杯にて笠松競馬場より遠征のリンクスゼロ（湯前厩舎）に騎乗し、JpnI（ダートグレード競走）初騎乗を果たす。
2021年は1月15日より3月5日まで笠松競馬場にて期間限定騎乗を行うと発表されたが、競馬開催を中止した影響もありレースで騎乗することなく期間限定騎乗期間を終える。
同年11月23日からは、2011年以来10年ぶりとなる女性騎手のみでのシリーズ競走であるレディースジョッキーズシリーズ2021に出場。
2022年は1月25日に高知競馬場で行われた第36回全日本新人王争覇戦に出場し、総合で59ポイントを獲得し2位となる。
また、同年11月22日には盛岡競馬第11競走にて地方競馬通算100勝を達成。
2023年は1月5日から2月10日までの期間で、笠松競馬場にて期間限定騎乗を行うと発表。

## エピソード
- 目標とする騎手は名古屋競馬の現役女性騎手である木之前葵[3]。
- 2020年5月9日には、TBS系列にて放送されている番組である炎の体育会TVへ出演。ミカエル・ミシェル、ライル・ヒューイットソン、鴨宮祥行と共に、「次世代ジョッキー軍」として参加[21][22]。
- 2020年9月29日に楽天生命パーク宮城にて開催された「第10回岩手競馬ナイター」では、始球式に登場[23]。また、2022年9月29日に行われた同イベントでは場内ステージイベントに出席[24]。

## 騎乗成績

### 概要
|            | 日付           | 競馬場・開催    | 競走名                         | 馬名               | 頭数 | 人気 | 着順 |
| ---------- | -------------- | --------------- | ------------------------------ | ------------------ | ---- | ---- | ---- |
| 初騎乗     | 2019年10月5日  | 8回盛岡4日目2R  | C2十五組                       | マシンガントーク   | 8頭  | 5    | 6着  |
| 初勝利     | 2019年10月7日  | 8回盛岡6日目2R  | C2四組                         | スカイルーク       | 9頭  | 1    | 1着  |
| 重賞初騎乗 | 2020年1月2日   | 10回水沢1日目9R | 金杯 (岩手)                    | グラントゥラッキー | 12頭 | 10   | 12着 |
| JpnI初騎乗 | 2020年10月12日 | 8回盛岡6日目11R | マイルチャンピオンシップ南部杯 | リンクスゼロ       | 16頭 | 14   | 14着 |

### 成績詳細
出典: 
| 年度   | 平地競走 | 平地競走 | 平地競走 | 平地競走 | 平地競走 | 平地競走 | 平地競走 |
| 年度   | 1着      | 2着      | 3着      | 騎乗数   | 勝率     | 連対率   | 複勝率   |
| ------ | -------- | -------- | -------- | -------- | -------- | -------- | -------- |
| 2019年 | 2        | 2        | 3        | 109      | .018     | .037     | .064     |
| 2020年 | 31       | 37       | 51       | 507      | .061     | .134     | .235     |
| 2021年 | 35       | 64       | 70       | 627      | .055     | .158     | .270     |
| 2022年 | 36       | 43       | 51       | 694      | .052     | .114     | .187     |
| 地方   | 104      | 146      | 176      | 1943     | .053     | .129     | .219     |